# 嘉邑大天宮
23°28′34″N 120°27′28″E / 23.476208°N 120.457698°E
嘉邑大天宮，是位於臺灣嘉義市東區朝陽里的神農廟。

## 歷史
康熙四十六年（1707年）由諸羅縣知縣李鏞倡建，原建於嘉義縣城南門城外春牛埔（今民國路與朝陽街交叉口處），春秋二祭由知縣親臨主祭。在清治時期，廟方每隔三、四年就舉行遶境，出巡包括嘉義市和嘉義縣中埔鄉、水上鄉、番路鄉及竹崎鄉等四十九庄。
日治時期因春牛埔建醫院，廟先遷至嘉義市民族國小現址，後來又建小學而遷移。戰後時期由士紳黃銅鐘發起重建，今廟址為和平路84號，屬朝陽里。
1972年，廟方將神農、伏羲、軒轅共祀。

## 金雞

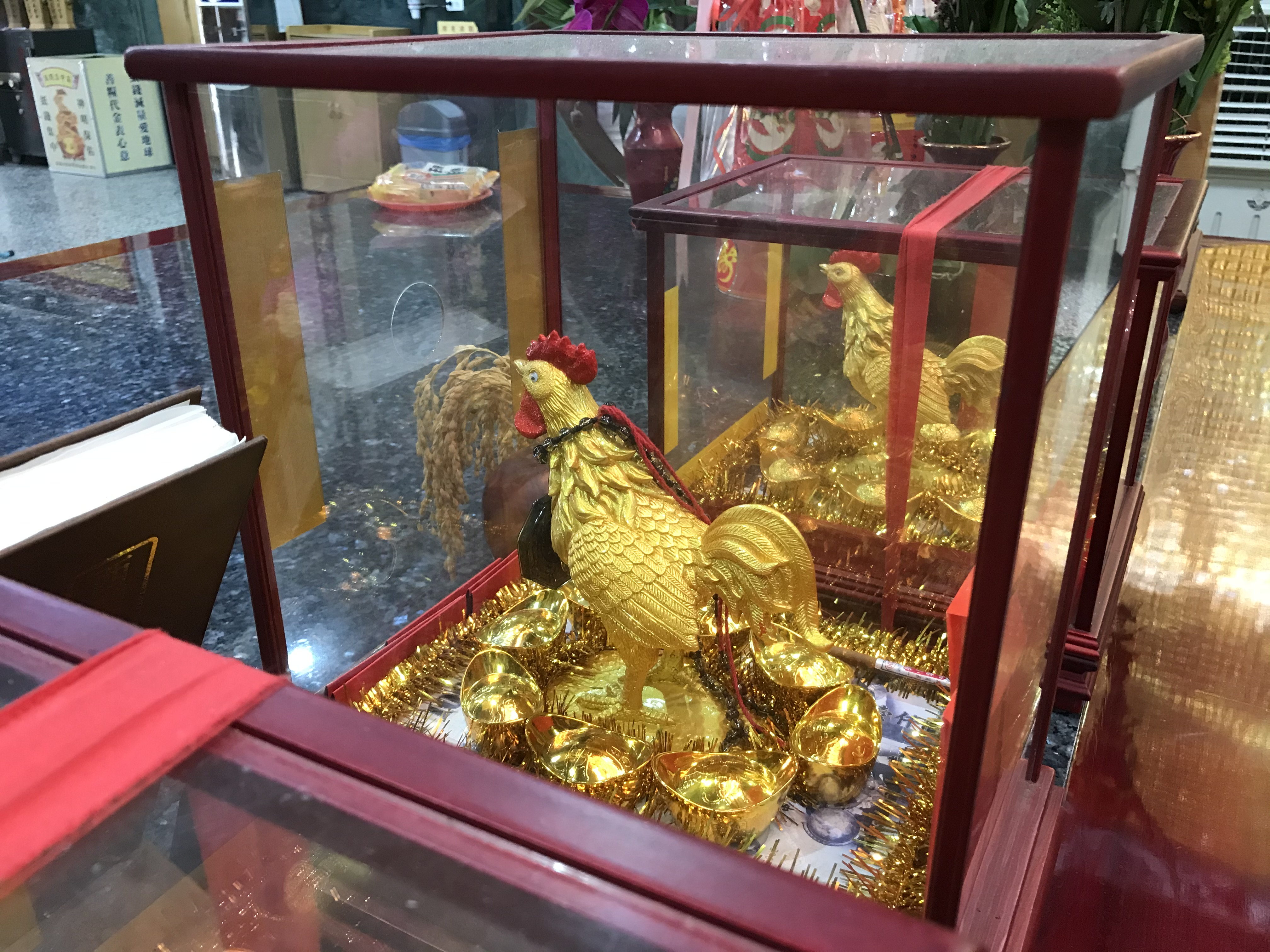
金雞

別於一般臺灣廟宇護駕神獸以虎爺為主，此廟護駕為金雞。廟方除將金雞像置在主龕下祭祀外，還設置高約80公分高金雞供信徒求回。其來歷一說從先人中國大陸至臺灣就供奉；另說民眾感念金雞顯靈而雕神拜拜。在臺灣同樣在神龕下祭拜雞的，還有四春三山國王廟。
相傳今嘉義市鹿寮里的農民經深受蟲害，當地人來此求神幫忙。神農就託夢給村長，表示會派金雞來除蟲害，隔天，農作物蟲害消除，五穀豐收，此後逢農曆四月廿六日神農生日，鹿寮里居民會用扁擔挑禮前來祭拜。

## 外部連結
- 嘉邑大天宮的Facebook專頁
- 官方网站